# Scarborough (Trinidad y Tobago)
Scarborough es una localidad de Trinidad y Tobago, que forma parte de la parroquia de St. Andrew.

## Historia
Scarborough es la localidad más grande de Tobago, una de las dos principales islas de la República de Trinidad y Tobago. La localidad está dominada por el Fuerte Rey Jorge, una fortificación del siglo XVIII nombrado así en honor al rey de Inglaterra Jorge III y que ahora alberga un museo histórico y arqueológico. El puerto de aguas profundas de Scarborough fue construido en 1991, ya que hasta ese momento los buques se veían obligados a anclar en alta mar. La localidad se convirtió en la capital de Tobago en 1769, cuando sustituyó a la entonces capital de Georgetown. Bajo el gobierno francés fue nombrado Port Louis.
La ciudad de Scarborough es la sede principal de la Asamblea de Tobago, que se encarga de la administración local en Tobago.

## Geografía
La localidad abarca parte de la isla de Tobago y limita al norte con Idlewild-Whim, Darrell Spring, Sargeant Cain y Bagatelle, al sur con el océano Atlántico, al este con Bacolet y al oeste con Mount Marie y Lambeau.

## Demografía
Datos demográficos de la localidad de Scarborough:
| Gráfica de evolución demográfica de Scarborough entre 2000 y 2011 |
|                                                                   |

## Servicios
Tiene un servicio de ferry con enlace a Puerto España (Trinidad). 
Al igual que el resto de la isla de Tobago, la localidad es servida por el aeropuerto de Crown Point ubicado en Crown Point.